# هیو هیویت
هیو هیویت (انگلیسی: Hugh Hewitt؛ زادهٔ ۲۲ فوریهٔ ۱۹۵۶) مجری رادیو، وکیل و روزنامه‌نگار اهل ایالات متحده آمریکا است.

## فعالیت‌ها
هیو هیویت از سال ۱۹۸۳ میلادی تاکنون در رسانه‌های آمریکا مشغول فعالیت بوده‌ است. هیویت رئیس و مدیر عامل بنیاد ریچارد نیکسون می‌باشد، او میزبان ثابت گفتگوهای سیاسی، اجتماعی در شبکه رادیو سیلم است. هیویت وکیل، عضو فرهنگستان علوم کالیفرنیا و نویسنده است. همچنین استاد مدرسه حقوق دانشگاه چپمن و مجری تلویزیونی ثابت سی‌ان‌ان و ام‌اس‌ان‌بی‌سی است.